# Ponte Nicola
Il ponte Nicola o ponte delle Catene (in russo Николаевский цепной мост?, Nikolaevskij cepnoj most) fu un'opera ingegneristica costruita sul fiume Dnepr a Kiev, esistito fra il 1855 e il 1920.

## Storia
Il ponte fu progettato dall'ingegnere Charles Vignoles, la costruzione ebbe inizio nel 1848 e fu portata a termine nel 1855. Con la sua lunghezza di 776 m era all'epoca il più lungo ponte d'Europa.
Nel 1920, durante la guerra sovietico-polacca, il ponte fu fatto saltare dall'esercito polacco in ritirata e successivamente ricostruito da Evgenij Paton sulla base dei progetti originari e quindi riaperto nel 1925 con il nome di ponte Evgenija Bosch. Paton ne modificò considerevolmente la struttura e lo elevò di parecchi metri, cosicché il suo si può considerare un ponte totalmente nuovo.
Il 19 settembre 1941 anche il ponte Evgenija Bosch fu distrutto, questa volta dalle truppe sovietiche in ritirata, e dopo la guerra non fu ricostruito. Nel 1965 sul sito del vecchio ponte fu costruito il ponte della Metropolitana di Kiev.